# Andrej Suchovetskij
Andrej Aleksandrovitj Suchovetskij (ryska: Андрей Александрович Суховецкий), född 25 juni 1974, död 28 februari 2022 i Donetsk oblast, var en rysk generalmajor som stupade i den ryska invasionen av Ukraina 2022.

## Biografi
Suchovetskij avlade examen vid "Ryazan Guards Higher Airborne Command School" 1995 och tjänstgjorde till en början som plutonsbefälhavare innan han steg i graderna. Engelska The Independent beskrev honom som "respekterad fallskärmsjägare". Han tjänstgjorde i militära operationer i norra Kaukasus och stred i Abchazien under det rysk-georgiska kriget 2008. Suchovetskij deltog därefter i den ryska militära interventionen i det syriska inbördeskriget och fick utmärkelser av den Ryska federationen för sin roll i den illegala annekteringen av Krim 2014. Från omkring 2018 till 2021 ledde Suchovetskij "7th Guards Mountain Air Assault Division".
Suchovetskij befordrades till generalmajor och ställföreträdande befälhavare för den 41:a armén i oktober 2021. I denna roll deltog han i Rysslands invasion av Ukraina 2022. Han ledde också Spetsnaz-trupper under invasionen. Han dödades i strid i Ukraina den 28 februari. The Independent uppgav att Suchovetskij hade blivit skjuten av en prickskytt enligt en "militär källa". Suchovetskijs död bekräftades först på VKontakte av ställföreträdaren för "Combat Brotherhood" (en rysk veterangrupp). Senare nämnde president Vladimir Putin också hans bortgång i ett tal.